# Všebor I. Hrabišic
Všebor I. Hrabišic byl nejstarším doloženým příslušníkem rodu Hrabišiců. Jediná informace o něm pochází z Kosmovy kroniky. 

## Život
O Všeborovi existuje pouze jediná zmínka pocházející z Kosmovy kroniky, která se zmiňuje o Všeborovu synovi Kojatovi. Ten se podle ní měl v roce 1061 stát hradským správcem v Bílině.
| „                 | Odňata je ti správa hradu a dána synu Všeborovu, Kojatovi | “ |
| — Kosmova kronika |                                                           |   |

Všebor byl zřejmě významnou osobností, protože Kosmas u Kojaty nezapomněl připomenout, že byl Všeborovým synem. Podle Josefa Žemličky zastupoval knížete Břetislava na Moravě poté, co ji kníže dobyl. Přesto se o Všeborovi, kromě jeho otcovského vztahu ke Kojatovi, neví zhola nic. V pramenech se jméno Všebor objevuje ještě na falzu hlásícím se do roku 1073, kterým král Vratislav II. zřídil na místě celly břevnovského kláštera v Opatovicích nad Labem samostatný klášter. Není však jisté, zda se jednalo o Všebora I. Hrabišice. Všebor uvedený na této listině klášteru daroval vesnici Lodín. Pokud by tento Všebor byl identický s Všeborem I. Hrabišicem, musel by se dožít velmi vysokého věku. Pokud by s Všeborem I. totožný nebyl, mohlo by se jednat o hypotetického syna Všebora I., tedy Všebora II. Hrabišice.